# José Hermano Saraiva
José Hermano Saraiva GCIH • GCIP • ComNSC (Leiria, Leiria, 3 de outubro de 1919 – Palmela, Palmela, 20 de julho de 2012) foi um advogado, historiador, professor liceal, político, diplomata e comunicador televisivo português. Ocupou o cargo de Ministro da Educação entre 1968 e 1970, num período conturbado da vida política nacional. É descrito frequentemente como o Príncipe dos Comunicadores pelo seu trabalho em prol da história, da cultura, da literatura e da televisão, de acordo com a homenagem póstuma prestada na Assembleia da República Portuguesa.

## Biografia
Nasceu a 3 de outubro de 1919 no n.º 11 da Calçada de Santo Estêvão, na cidade, freguesia e concelho de Leiria, quarto filho de José Saraiva (Donas, Fundão, 1 de abril de 1881 — Santa Isabel, Lisboa, 13 de fevereiro de 1962), um professor do ensino liceal, agnóstico e de formação positivista, e de sua mulher (casados em Lisboa, em 8 de novembro de 1913) Maria da Ressurreição Baptista (Donas, Fundão, 9 de março de 1883 — Mercês, Lisboa, 18 de agosto de 1961), uma católica devota.
Viveu até ao início da adolescência em Leiria, onde chegou a frequentar o Liceu Rodrigues Lobo, onde o pai era professor e chegou a ser reitor. Por volta dos 12 anos mudou-se para Lisboa, onde prosseguiu os estudos no Liceu Passos Manuel (o seu pai fora então nomeado reitor deste Liceu). Findos os estudos secundários, ingressou na Universidade de Lisboa. Licenciou-se em Ciências Histórico-Filosóficas, na Faculdade de Letras, em 1941, e em Direito (Ciências Jurídicas), na Faculdade de Direito, em 1946.

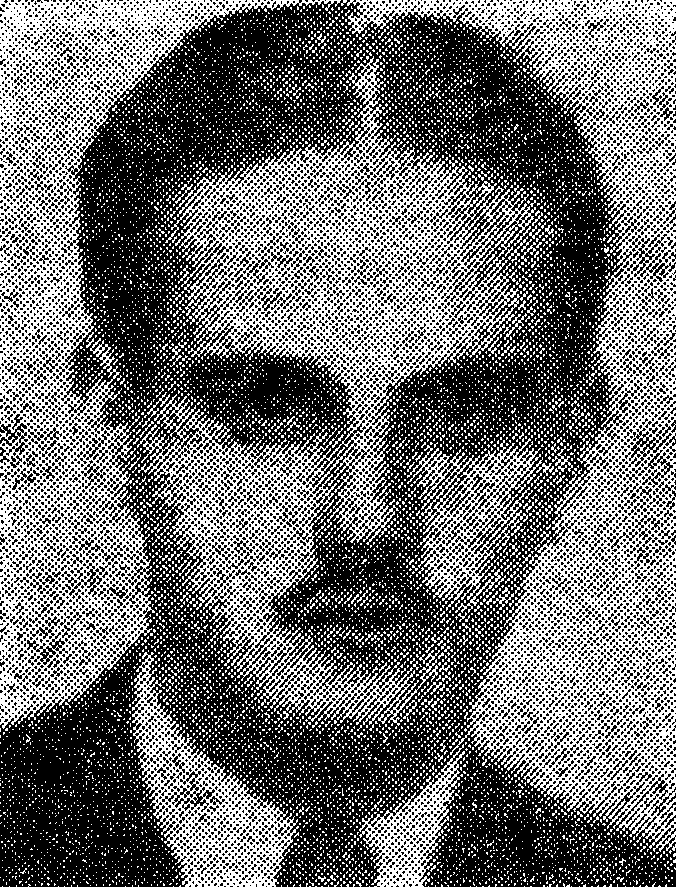
José Hermano Saraiva em 1948

Hermano Saraiva iniciou a sua vida profissional como professor do ensino liceal, atividade que viria a acumular com o exercício da advocacia. Foi professor do Liceu Passos Manuel e do Liceu Gil Vicente, ambos em Lisboa, e do Liceu da Horta, na ilha do Faial, nos Açores. Em seguida, foi nomeado diretor do Instituto de Assistência aos Menores e reitor do Liceu D. João de Castro (1965). Também lecionou no ensino superior, como assistente do Instituto Superior de Ciências Sociais e Política Ultramarina, atual ISCSP.
Depois de ter desenvolvido uma carreira política, na fase final do Estado Novo, com o advento da democracia, José Hermano Saraiva tornou-se numa figura apreciada em Portugal, bem como junto das comunidades portuguesas no estrangeiro, pelos seus inúmeros programas televisivos sobre a história de Portugal, retomando uma ligação que iniciara com a RTP em 1971. Portador de uma enorme capacidade de comunicação, tornou-se igualmente numa figura polémica, porque a sua visão da História de Portugal tem sido, por vezes, questionada pelo meio académico.[carece de fontes?]
Na década de 1980, voltou a lecionar, como professor convidado na Escola Superior de Polícia (atual Instituto Superior de Ciências Policiais e de Segurança Interna) e na Universidade Autónoma de Lisboa. Foi ainda membro da Academia das Ciências de Lisboa, da Academia Portuguesa da História e da Academia de Marinha, membro do Instituto Histórico e Geográfico de São Paulo, no Brasil, e sócio honorário do Movimento Internacional Lusófono. Em setembro de 1988, tomou posse como diretor do Diário Popular.
Ficou classificado em 26.º lugar entre os cem Grandes Portugueses, do concurso da RTP1.
Tendo falecido em 20 de Julho de 2012, contando 92 anos de idade, em Palmela, onde residia, foi homenageado posteriormente com um voto de pesar e um minuto de silêncio pela Assembleia da República, o qual foi aprovado com os votos a favor do PSD, PS e PP, e os votos contra da CDU (PCP e  PEV) e BE.
Durante a sua vida, reuniu uma coleção de arte eclética, composta por objetos arqueológicos, esculturas, talha e pinturas de cariz religioso, sobretudo dos séculos XVI e XVII. Em março de 2018, a coleção foi leiloada, tendo atingido o valor total de 700 mil euros.

## Atividade política
Apoiante do Estado Novo, foi um dos primeiros inscritos na Mocidade Portuguesa; mais tarde, foi secretário-geral e relator da Comissão Executiva do II Congresso Nacional da Mocidade Portuguesa. Também foi diretor da Campanha Nacional de Educação de Adultos (1959), onde ingressara em 1955. Nessa organização iniciou, com a colaboração de Baltasar Rebelo de Sousa, uma edição de livros didáticos de carácter geral — a  Colecção Educativa (cujas tiragens chegaram a dois milhões) — em prol da população já alfabetizada, mas sem acesso à cultura.
Foi vereador da Câmara Municipal de Lisboa para a Cultura durante o mandato de António Vitorino da França Borges, deputado à Assembleia Nacional entre 1957 e 1961, procurador à Câmara Corporativa (1965-1973) e Ministro da Educação. Durante o seu ministério, entre 1968 e 1970, enfrentou um dos momentos mais conturbados da oposição ao Salazarismo, com a crise académica de 1969.
Em 1971, um ano depois de ser substituído por José Veiga Simão no governo, passou a exercer o cargo de embaixador de Portugal no Brasil, que exerceu até à Revolução de 25 de Abril de 1974, tendo-se deslocado para o seu novo cargo numa embaixada flutuante a bordo do navio Gil Eanes, o qual mais tarde salvou da destruição através dum apelo feito num dos seus programas.

## Família
A 23 de dezembro de 1944, casou na igreja paroquial de Nossa Senhora das Mercês, em Lisboa, com Maria de Lourdes Bettencourt de Sá Nogueira (Lapa, Lisboa, 16 de maio de 1918 – 28 de setembro de 2017), filha de Rodrigo de Sá Nogueira (Nossa Senhora da Graça, Praia, Cabo Verde, 1892 – 1978), professor de filologia da Faculdade de Letras da Universidade de Lisboa, leitor da Universidade de Salamanca e sobrinho-neto de Bernardo de Sá Nogueira de Figueiredo, 1.º Barão de Sá da Bandeira, 1.º Visconde de Sá da Bandeira e 1.º Marquês de Sá da Bandeira, e de sua mulher (c. 20 de novembro de 1915) Maria Luísa Rodrigues de Bettencourt, natural de Lisboa (freguesia dos Anjos). Depois de uma viagem memorável que incluiu uma demorada caminhada a pé na neve para atravessar a Serra da Gardunha, devido ao facto de o comboio onde seguia ter ficado sem carvão na estação de Alpedrinha, por conta da crise desta fonte de energia no pós Segunda Guerra Mundial, passou a lua de mel na aldeia das Donas, no concelho do Fundão, de onde era natural a sua família paterna. Tiveram cinco filhos: José, António, Pedro, Paulo e Rodrigo de Sá Nogueira Saraiva.
Era irmão do professor António José Saraiva, que chegou a ser militante do PCP, e pelo qual sempre nutriu uma profunda admiração, apesar das diferenças políticas, e tio do arquiteto e jornalista José António Saraiva. Foi também sobrinho, pelo lado da mãe, de José Maria Hermano Baptista, militar centenário (1895-2002; viveu até aos 107 anos), o último veterano português sobrevivente da Primeira Guerra Mundial.

## Condecorações
- Grã-Cruz da Ordem da Instrução Pública de Portugal (14 de fevereiro de 1970)[18]
- Grã-Cruz da Ordem do Mérito do Trabalho do Brasil[19]
- Grã-Cruz da Ordem de Rio Branco do Brasil[20]
- Comendador da Real Ordem Militar de Nossa Senhora da Conceição de Vila Viçosa de Portugal[21]
- Grã-Cruz da Ordem do Infante D. Henrique de Portugal (8 de junho de 2012)[18]

## Obra

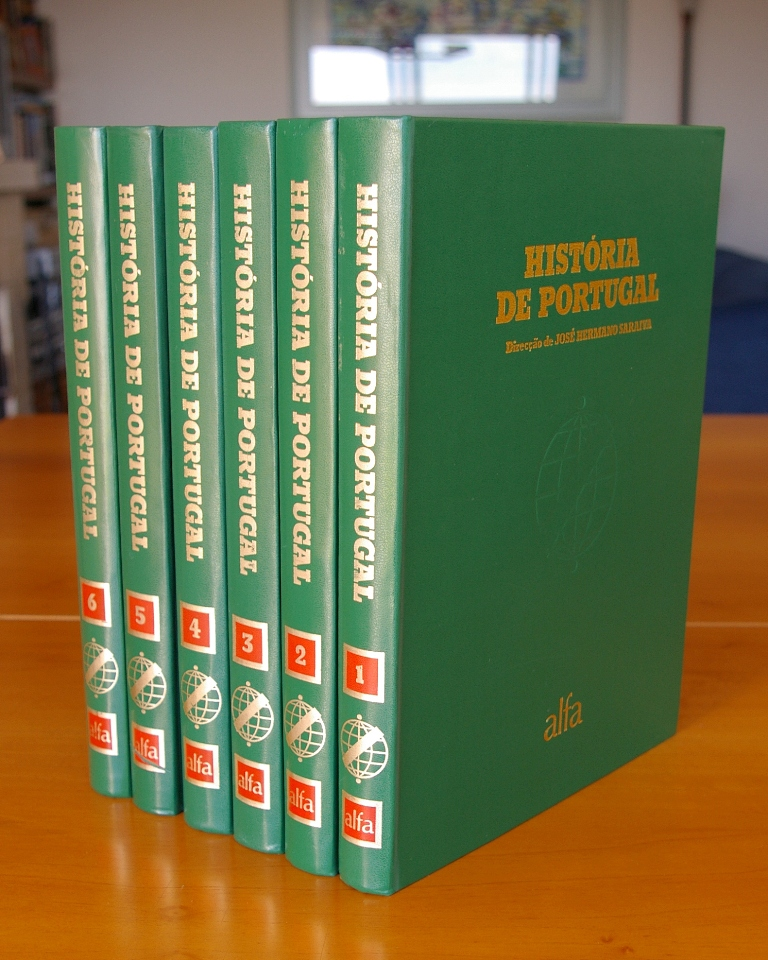
História de Portugal, dirigida por José Hermano Saraiva.

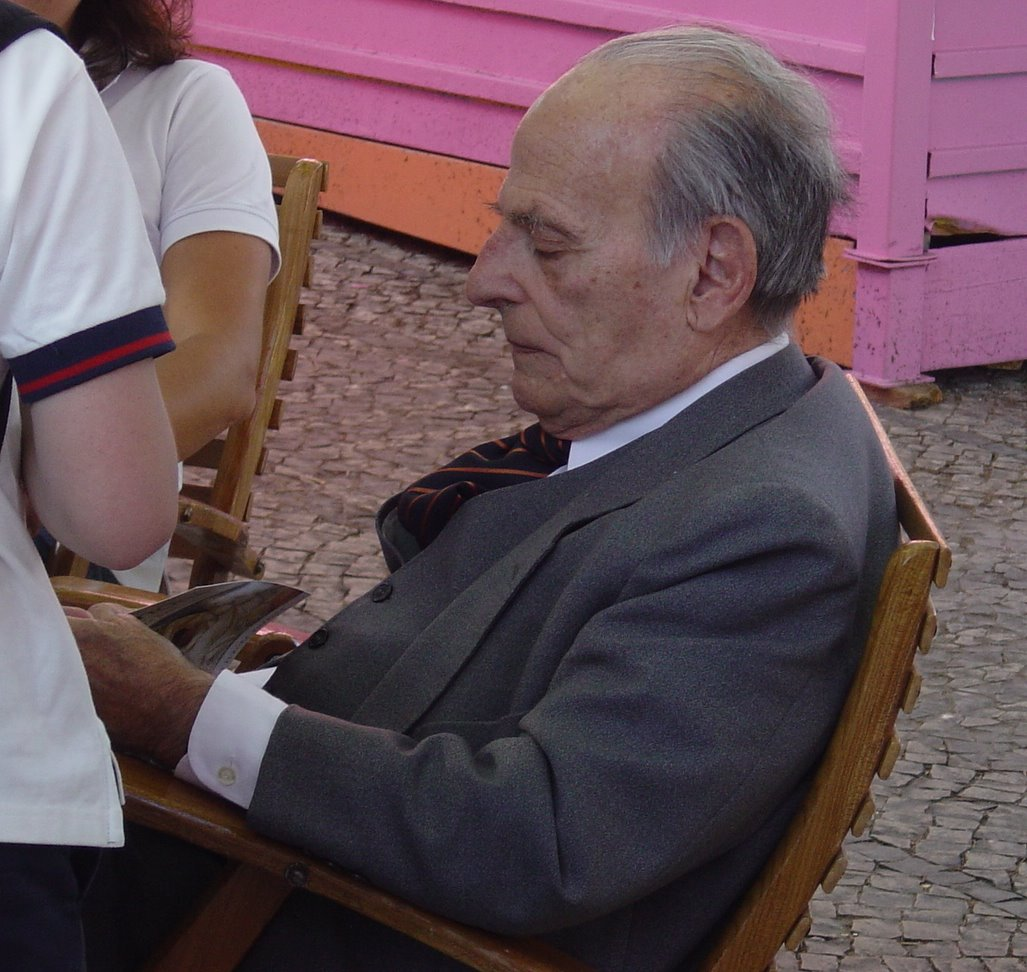
José Hermano Saraiva na Feira do Livro de Lisboa em 2007

- D. Duarte e o Fim da Idade Média em Portugal (dissertação de Licenciatura - inédito) (1941)
- Rasgando cada qual seu Manto (romance - inédito) (1942)
- Vento Vindo dos Montes (contos) (1944)
- Uma Carta do Infante D. Henrique (1948)
- História Rural Portuguesa (inédito)
- O Problema do Contrato: A Crise do Contratualismo e a Construção Científica do Direito Privado (1949)
- As Razões de um Centenário (discurso) (1954)
- Aprenda a Redigir (1956)
- Evolução Histórica dos Municípios Portugueses (1957)
- Acção e Doutrinação (1958)
- A Revisão Constitucional e a Eleição do Chefe do Estado (1959)
- Os Territórios não autónomos e a Carta das Nações Unidas (1960)
- Anticolonialismo e Soberania (1961)
- O Caso dos Talhantes de Viana (1962)
- Progenitura e Paternidade (recurso)
- Lições de Introdução ao Direito (1963)
- O Constitucionalismo Monárquico e a Política Ultramarina (1963)
- Notas para uma Didáctica Assistencial (1964)
- A Crise do Direito (1964)
- Apostilha Crítica ao Projecto do Código Civil (1966)
- A Lei e o Direito (1967)
- A Crise da Família e o Problema da Habitação (1967)
- Aspirações e Contradições da Pedagogia Contemporânea (1970)
- Formação do Espaço Português (1970)
- A Pedagogia do Livro (1972)
- O Futuro da Pedagogia (1974)
- Testemunho Social e Condenação de Gil Vicente (1975)
- A Revolução de Fernão Lopes (1977)
- Elementos para uma Nova Biografia de Camões (1978)
- História Concisa de Portugal (1978)
- Outras Maneiras de Ver (1979)
- Vida Ignorada de Camões – Uma História que o Tempo Censurou (1980)
- Casa Pia de Lisboa 1780-1980 (discurso) (1980)
- História de Portugal (1981)
- Breve História de Portugal (1981)
- Proposta de uma Cronologia para a Lírica de Camões (1982)
- Os Factos Essenciais da História de Portugal (1983)
- No Centenário de Simão Bolívar (1984)
- O Tempo e a Alma – Itinerário Português (1986)
- Sessão Solene de Posse do Académico Doutor José Sarney (discurso) (1986)
- Evocação de António Cândido (1988)
- A Crise Geral e a Aljubarrota de Froyssart (1988)
- Diário da História de Portugal (co-autoria com Maria Luísa Guerra) (1988)
- Temas de História de Portugal (1989)
- Ditos Portugueses Dignos de Memória: História Íntima do Século XVI (1994)
- Portugal – Os Últimos 100 Anos (1996)
- Portugal Visto do Céu (1996)
- Portugal – Sumário Histórico e os Últimos Cem Anos (1996)
- Portugal – A Companion History (1997)
- A Memória das Cidades (1999)
- A Morte de Cícero (teatro) (2001)
- História das Freguesias e Concelhos de Portugal (2004)
- Álbum de Memórias (2007)
- Lugares Históricos de Portugal (2007)
- O Que é o Direito? (2009)

## Programas de televisão
| Ano       | Título                         | Episódios | Canal       | Refs. |
| --------- | ------------------------------ | --------- | ----------- | --- |
| 1971      | O Tempo e a Alma               | 13        | RTP1        | [ 22 ] [ 23 ] [ 24 ] [ 25 ] [ 26 ] [ 27 ] [ 28 ] [ 29 ] [ 30 ] [ 31 ] [ 32 ] [ 33 ] [ 34 ] [ 35 ] [ 36 ] [ 37 ] [ 38 ] |
| 1978-1979 | Gente de Paz                   | 16        | RTP1        | [ 39 ] |
| 1980      | O Acto e o Destino             |           | RTP1        | |
| 1986      | Histórias de Cidades           | 18        | RTP1        | [ 40 ] |
| 1988      | Coisas do Mundo                | 12        | RTP1        | [ 41 ] |
| 1989      | A Grande Aventura              | 15        | RTP1        | [ 42 ] |
| 1993      | A Bruma da Memória             | 13        | RTP2        | [ 43 ] |
| 1993      | Se a Gente Nova Soubesse       |           | RTP         | |
| 1994      | Histórias que o Tempo Apagou   | 45        | RTP2        | [ 44 ] |
| 1995      | Lendas e Narrativas            | 45        | RTP2        | [ 45 ] |
| 1996-2003 | Horizontes da Memória          | 315       | RTP2        | [ 46 ] [ 47 ] [ 48 ] [ 49 ] [ 50 ] [ 51 ] [ 52 ] [ 53 ] [ 54 ] [ 55 ]                                                  |
| 1997      | Lisboa Sobre Carris            | 6         | RTP2        | [ 56 ] |
| 2000      | Mitos Eternos                  | 9         | RTP2        | [ 57 ] |
| 2003-2011 | A Alma e a Gente               | 455       | RTP2        | [ 58 ] [ 59 ] [ 60 ] [ 61 ] [ 62 ] [ 63 ] [ 64 ] [ 65 ] [ 66 ]                                                         |
| 2012      | História Essencial de Portugal | 12        | RTP Memória | [ 67 ] |